# Hyles annei
Hyles annei là một loài bướm đêm thuộc họ Sphingidae. Loài này có ở Chile, Bolivia, phía tây Peru và Argentina.
Cá thể trưởng thành mọc cánh vào tháng 1, tháng 8 và có thể các tháng khác.
Sinh vật chủ của ấu trùng không rõ, tuy nhiên ấu trùng thường ăn nhiều loài thực vật bao gồm Epilobium, Mirabilis, Oenothera, Vitis, Lycopersicon, Portulaca, Fuschia, Gaura lindheimerii, Alternanthera pungens và Euphorbia dentata hoặc các cây có liên quan ở vùng khí hậu khô.

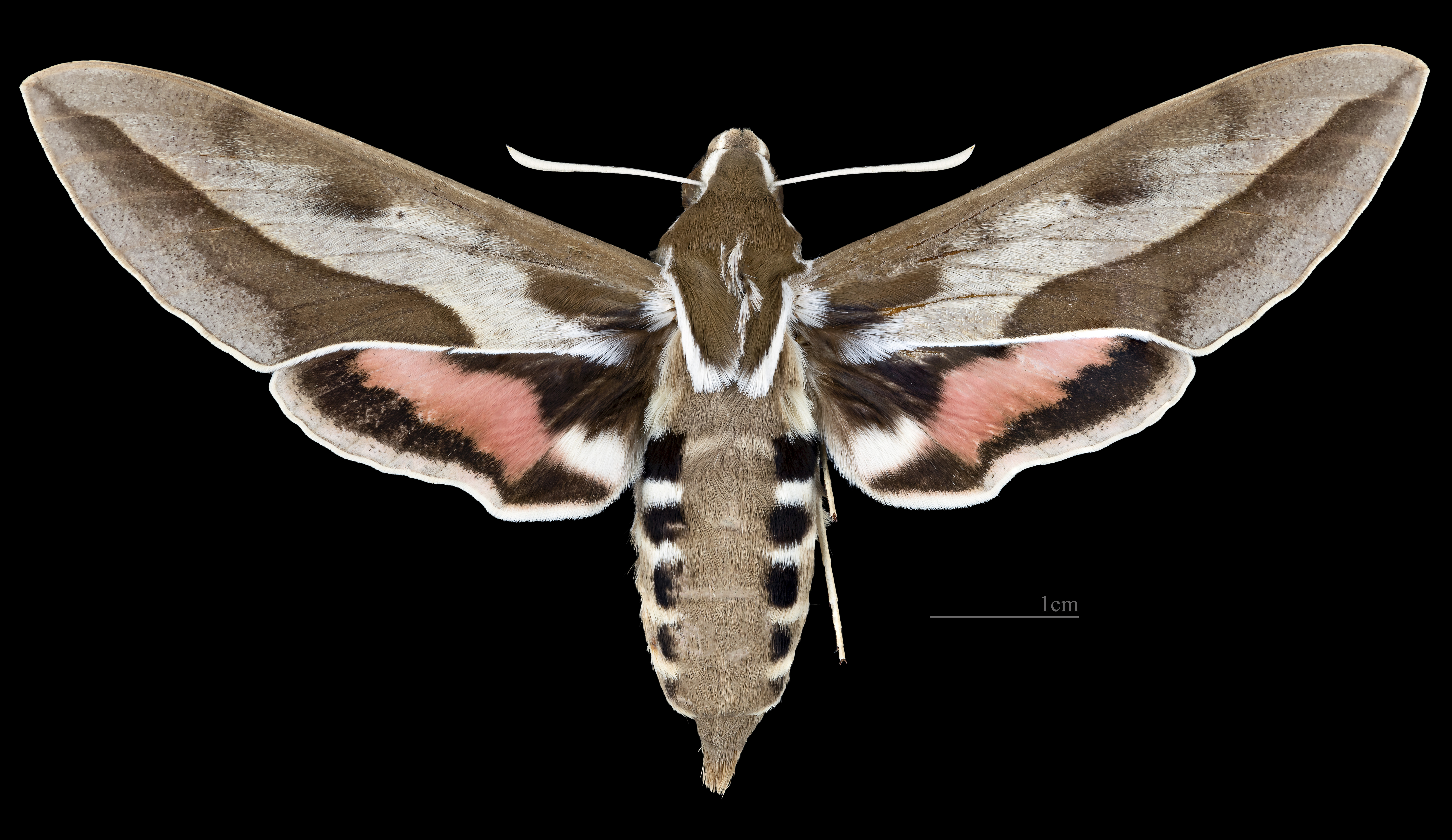
Hyles annei ♀
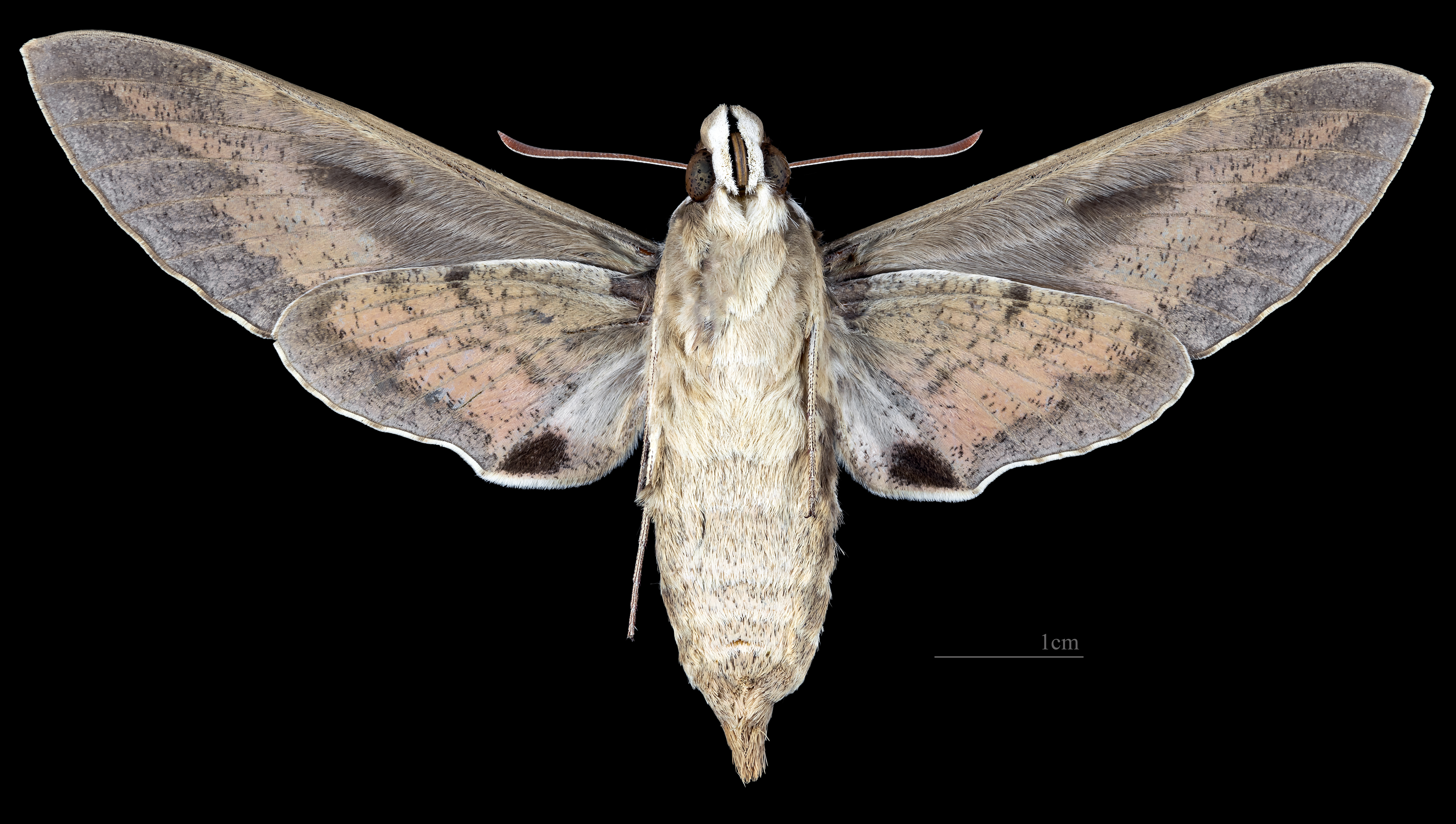
Hyles annei ♀ △